# George Wheler (écrivain)
Pour les articles homonymes, voir George Wheler.
George Wheler (né le 20 janvier 1651 à Bréda où ses parents, royalistes, étaient en exil et mort le 15 janvier 1724  à Durham) est un voyageur et écrivain anglais.

## Biographie
George Wheler accomplit ses études au Lincoln College, à Oxford à partir de 1667. Il obtint son M. A en 1683 et son doctorat de théologie en 1702. Il s'inscrit aussi au Middle Temple à partir de 1671.
Entretemps, il réalise son Grand Tour à partir de 1673, d'abord en France, Suisse et Italie, avant de s'aventurer en Orient avec Jacob Spon rencontré en 1675 à Venise. Ils parcoururent la Grèce et l'Asie mineure, s'intéressant aux antiquités et à la botanique.
De retour au Royaume-Uni en 1676, Wheler est élu à la Royal Society l'année suivante et anobli en 1682.
Il est ordonné prêtre en 1683 et occupe différentes cures. Marié, il eut avec son épouse 18 enfants.

## Œuvre
- (fr) Jacob Spon et George Wheler, Voyage d'Italie, de Dalmatie, de Grèce et du Levant, fait aux années 1675 & 1676, t. I, Lyon, Antoine Cellier, 1678 (lire en ligne)t. II - t. III
  - (fr) Voyage d'Italie, de Dalmatie, de Grèce et du Levant, fait aux années 1675 & 1676, Amsterdam, Henry et Theodore Boom, 1679
  - (it) Viaggi per la Dalmazia, Grecia, e Levante, Bologna : Monti, 1688
  - (de) Italiänische, Dalmatische, Griechische und Orientalische Reise-Beschreibung, Nürnberg : Hofmann, 1690, 1713
    - (fr) Voyage d'Italie, de Dalmatie, de Grèce et du Levant (1678)  (textes présentés et édités sous la dir. de Roland Étienne), Genève/Paris, éd. Slatkine, coll. « Temps passés - Temps présents », janvier 2007, 514 p. (ISBN 978-2-8321-0128-5 et 2-8321-0128-3)
- (en) A Journey into Greece, Londres, 1682
- (en) Account of Churches and Places of Assembly of the Primitive Christians, 1689.
- (en) The Protestant Monastery; or Christian Œconomicks, containing Directions for the Religious Conduct of a Family, 1698.